# Черток (озеро, Беларусь)
Черток (бел. Чарток) — озеро в Мядельском районе Минской области Белоруссии. Относится к бассейну реки Мяделка. Входит в группу Мядельских озёр.

## Описание
Озеро находится в 8 км к северо-западу от города Мядель, приблизительно в 1 км к юго-западу от деревни Россохи и приблизительно в 0,12 км к северу от озера Мядель. В 1,5 км к востоку от озера проходит шоссе Мядель — Поставы. Водоём располагается на территории Нарочанского национального парка.
Площадь зеркала составляет 0,05 км², однако в отдельные годы может увеличиваться до 0,07 км². Длина озера — 0,4 км, наибольшая ширина — 0,2 км, средняя ширина — 0,175 км. Длина береговой линии — 0,93 км. Наибольшая глубина — 2,6 м, средняя — 0,8 м. Объём воды в озере — 2,81 млн м³. Площадь водосбора — 3,7 км². По другим данным, площадь поверхности озера составляет 0,06 км², длина — 0,46 км, наибольшая ширина — 0,17 км, длина береговой линии — 1,1 км.
Котловина остаточного типа, склоны высотой до 10—15 м. Берега низкие, сливающиеся со склонами котловины, песчаные, заболоченные, поросшие редколесьем и кустарником. Мелководье узкое, песчаное. Дно сапропелистое. В юго-восточной части озера начинается протока, соединяющаяся с озером Княгининское.
Вода в озере относится к гидрокарбонатному классу кальциевой группы. Минерализация составляет 267,3 мг/л, водородный показатель — 5,97. Время полного водообмена составляет 4 года. Водоём подвержен дистрофикации. Зарастание умеренное.
В озере обитают лещ, щука, плотва, линь, краснопёрка, окунь и другие виды рыб.